# Elecciones estatales de Baja California Sur de 1987
Las elecciones estatales de Baja California Sur de 1987 se realizaron el domingo 22 de febrero de 1987 y en ellas se renovaron los siguientes cargos de elección popular del estado mexicano de Baja California Sur:
- Gobernador de Baja California Sur. Titular del Poder Ejecutivo del estado, electo para un periodo de seis años, sin derecho a reelección. El candidato electo fue Víctor Manuel Liceaga Ruibal.
- 15 diputados del Congreso del Estado. 12 electos por mayoría relativa y 3 designados mediante representación proporcional para integrar la V Legislatura.
- 4 ayuntamientos. Compuestos por un presidente municipal y sus regidores, electos para un periodo de tres años.

## Resultados

### Congreso del Estado de Baja California Sur
|  | 78.47 % |

|  | 13.03 % |

|  | 2.34 % |

|  | 1.39 % |

|  | 0.77 % |

|  | 0.27 % |

|  | 0.14 % |

|  | 3.55 % |

|  | 100 % |

### Ayuntamientos
|  | 77.67 % |

|  | 13.98 % |

|  | 2.46 % |

|  | 1.35 % |

|  | 0.97 % |

|  | 0.29 % |

|  | 96.75 % |

|  | 3.25 % |